# Montenegro durante la Primera Guerra Mundial
La historia de Montenegro durante la Primera Guerra Mundial comienza con el desencadenamiento mismo del conflicto mundial la tarde del 28 de julio de 1914. El reino de Montenegro se sumó a Serbia desde los primeros momentos de la contienda. El pequeño reino había participado también en los anteriores conflictos balcánicos que lo habían acercado políticamente al reino lindante. Este estrechamiento de relaciones había animado a los políticos montenegrinos a atizar la agitación sudeslava en el Imperio austrohúngaro. Fue conquistado por los ejércitos austrohúngaros a comienzos de 1916, tras la conquista de Serbia. El rey Nicolás solicitó la paz a los Imperios Centrales dado el aislamiento del reino tras la caída de Serbia. Fue ocupado por unidades austrohúngaras dependientes de un gobernador general que administraba el territorio en régimen de ocupación militar, muy severo. Al mismo tiempo, el soberano trató de organizar un Gobierno en el exilio, pero su mala reputación le privó de apoyos. Franceses y serbios le impidieron recuperar el reino en 1918, que se integró en el nuevo Reino de los Serbios, Croatas y Eslovenos.

## Montenegro y la guerra

### Objetivos bélicos de Montenegro

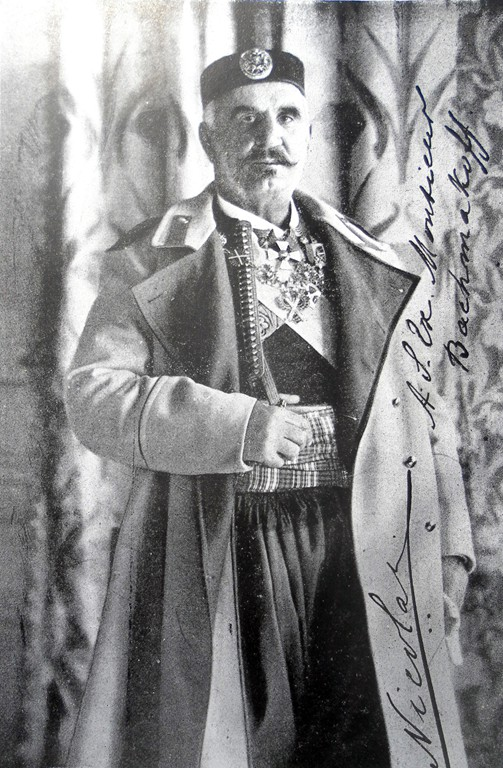
Nicolás I en 1908. Deseaba aprovechar la victoria aliada para anexar territorios en Albania y en Dalmacia austríaca

El rey Nicolás, que gozaba de cierto prestigio en las cortes europeas, expuso los objetivos bélicos de su país ya en julio de 1914, momento mismo en el que el reino intervino en el conflicto mundial. Fundamentalmente, consistían en ampliar el territorio del reino por motivos políticos, económicos y simbólicos para asegurar la supervivencia del pequeño Estado. El reino deseaba anexionarse parte de la costa adriática, en especial el puerto de Cattaro, que permitía el atraque de barcos de gran calado. Montenegro ya poseía los territorios al norte y al este del puerto y lo dominaba desde el monte Lovćen, posición que permitía a la artillería de montaña montenegrina bombardear el puerto y sus instalaciones. Además, el rey y el ministro de Asuntos Exteriores deseaban retomar la política de expansión en Albania; deseaban apoderarse de la parte norte del país, sobre todo del moderno puerto de Escútari y de su comarca, de Alessio y de San Juan de Medua. El Tratado de Londres de 1915 prometió, en efecto, que Montenegro obtendría parte de la Albania septentrional.
El objetivo político principal del rey era el mantenimiento de la independencia del reino, ya desde 1914. Ante los triunfos y a las reivindicaciones serbios, propuso que los dos reinos se confederasen. La nota aliada de enero de 1917, debida a Woodrow Wilson, afirmaba la intención de restaurar el reino en sus antiguas fronteras cuando concluyese el conflicto, en línea con los deseos del rey; por entonces Montenegro llevaba casi un año ocupado por los austrohúngaros.

### Ambiciones de las potencias respecto de Montenegro
En 1914, Austria-Hungría era el único de los Imperios Centrales que podía invadir el reino de Nicolás, situación que no cambió cuando Bulgaria entró en el conflicto al año siguiente. No obstante, en 1916, los responsables políticos y militares alemanes empezaron a mostrar interés en dominar remotamente el reino o incluso de ocupar ciertos puntos estratégicos en él.
La campaña victoriosa contra Serbia hizo que los militares austrohúngaros, sobre todo el jefe del Estado Mayor, Franz Conrad von Hötzendorf, se mostrasen partidarios de anexar Montenegro al imperio. Como mínimo, deseaban apoderarse de la costa montenegrina y del monte Lovćen, posición estratégica, fortificada por los montenegrinos y amenaza continua para el puerto austrohúngaro de Cattaro.
Los diplomáticos y militares austrohúngaros coincidían en imponer un control estrecho de Montenegro, aunque disentían en cuanto al modo de lograrlo: unos abogaban por un control indirecto mediante la anexión de ciertos puntos estratégicos, mientras que otros preferían anexarse todo el reino colindante. En la nota que los Imperios Centrales enviaron a la Entente el 12 de diciembre de 1916 acerca de sus objetivos bélicos, incluyeron Montenegro como un territorio que debía quedar estrictamente subordinado al Imperio austrohúngaro. Burián, a la sazón ministro de Asuntos Exteriores del imperio, había plasmado los objetivos respecto de Montenegro en la nota conjunta: ligar política, económica y militarmente al pequeño reino aledaño a Austria-Hungría. No obstante, el agotamiento austrohúngaro en 1917 hizo que los mandatarios imperiales cambiasen de opinión y sopesasen restaurar la independencia montenegrina, si bien privando al reino de la costa y dejándolo en una estricta dependencia de Austria-Hungría.
La nota de diciembre de 1916 no era la primera manifestación del interés alemán por el territorio montenegrino. Ya en septiembre de 1914, los responsables del Imperio alemán habían incluido al pequeño reino balcánica en la Mitteleuropa y su unión aduanera, principal objetivo bélico imperial. El canciller alemán abogaba por crear un Estado compuesto de Serbia y del Montenegro dotado de acceso al mar; esta nueva entidad debía permitir a los Imperios Centrales para firmar por fin la paz con Serbia, a la que se creía más conciliadora a consecuencia de sus derrotas.
Los Imperios Centrales no eran los únicos beligerantes que codiciaban el territorio montenegrino. Italia también deseaba dominarlo para asegurarse una vía de penetración política y económica en la península balcánica.
Además, el reino estaba estrechamente vinculado a Rusia, que le otorgaba subsidios y ayuda en la modernización de su ejército.

### Montenegro y Serbia
La situación geográfica, la cultura de la población y la historia hacían que el reino tuviese una relación especial con la vecina Serbia desde que esta obtuviese la autonomía a principios del siglo XIX.
Los principales mandatarios serbios, en especial Nikola Pašić, primer ministro de Serbia, deseaban la unión de todos los serbios en torno a Belgrado, lo que hubiese concluido medio siglo de acercamiento de los dos principados, primero autónomos en el Imperio otomano y luego independientes. Este proyecto político originó rivalidad entre los dos países, que se plasmó en antagonismo dinástico.
El rey gozaba de sólidos apoyos, especialmente del de Rusia, y se negó a que su reino fuese absorbido sin más por Serbia. Propuso, por el contrario, una unión estrecha entre los dos reinos, pero en la que se respetase la autonomía interna de Montenegro.
No obstante, a partir de 1916 y como consecuencia de la conquista del reino por las tropas austrohúngaras, los Aliados, sobre todo Francia, favorecieron los proyectos de unión entre los dos reinos. Así, los diplomáticos franceses apoyaron los planes de fusión en torno a Serbia, hacer de ellos un objetivo oficial de Francia.
El exilio de los dos Gobiernos durante la guerra favoreció el plan de unión de los reinos, impulsado por los serbios con notable apoyo montenegrino. Algunos propusieron una unión personal previa a la unión política definitiva, mientras que otros defendían sin cesar la fusión de las dos monarquías balcánicas sin pasos intermedios.
La actitud de los Aliados favoreció cada vez más a Serbia, especialmente tras el envío de grandes unidades militares serbias al frente de Macedonia a finales de 1916. Los Aliados prometieron a Nicolás asignarle fondos para reorganizar su ejército, pero nunca lo hicieron. Tanto Francia como Italia se oponían a que Nicolás regresase a Montenegro.

## Montenegro en guerra

### Intervención montenegrina
Montenegro se vio envuelto en el conflicto mundial desde el atentado de Sarajevo; en efecto, uno de los cómplices de Princip se refugió en territorio montenegrino. Además, las autoridades montenegrinas provocaban al imperio vecino; el aniversario de la batalla de Kosovo, día del atentado, decoraron las ciudades fronterizas.
El Gobierno comunicó a las potencias europeas el 28 de julio que el ejército había sido movilizado para asegurar «la defensa de los serbios». Las presiones austrohúngaras no impidieron que la Skupština montenegrina declarase la guerra al imperio. Los dos países se declararon mutuamente la guerra el 6 de agosto; Alemania se la declaró a Montenegro el día 11.

### El ejército montenegrino

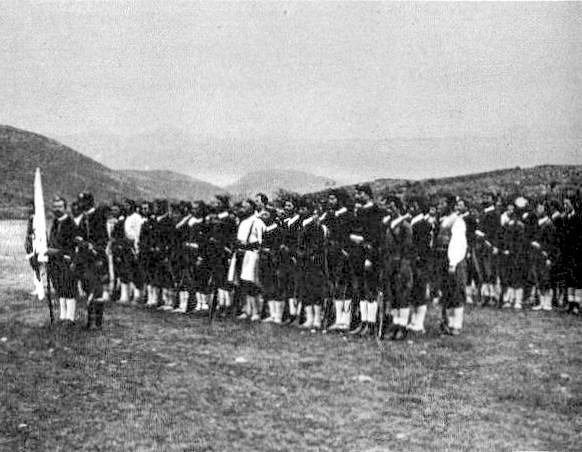
Tropas monténégrines en octubre de 1914.

El ejército movilizado por el reino en 1914 era pequeño: apenas cuarenta y cinco mil soldados, si bien contaba con buenas defensas naturales, sobre todo en el monte Lovćen, reciamente fortificado y dotado de una eficaz artillería de montaña. Sin embargo, apenas contaba con cien cañones y una parte notable de la infantería era irregular.
El mando efectivo supremo de las unidades montenegrinas se otorgó al Estado Mayor serbio. Las tropas montenegrinas entraron pronto en combate, junto con unidades serbias, en Bosnia y Herzegovina, y aseguraron además el flanco occidental de los ejércitos serbios que afrontaban las primeras ofensivas enemigas en la propia Serbia.

### La campaña de 1914
Las unidades montenegrinas participaron en combates fronterizos desde el 6 de agosto. Tuvieron que replegarse acosadas por el enemigo a partir del día 15, pero lograron reorganizarse, coordinarse con unidades serbias y participar en la victoria del Cer una semana después.
El ejército de Uzice, compuesto por serbios y montenegrinos, penetró en territorio bosnio con el objetivo de marchar hacia Sarajevo en septiembre. Tomó Pale el 25 del mes, tras diez días de operaciones, desde donde amenazó la capital bosnia. Los austrohúngaros contraatacaron e hicieron retirarse a los serbo-montenegrinos el 18 de octubre. Estos volvieron a la posición de partida el 22 del mes. Las tropas montenegrinas del Ejército de Uzice también participaron en la victoria de Kolubara en noviembre.
Por otra parte, unidades montenegrinas operaban desde septiembre en solitario en torno a Cattaro, del que deseaban apoderarse; no lo consiguieron, pero sí repeler las acometidas austrohúngaras en la zona.

### La campaña de 1915

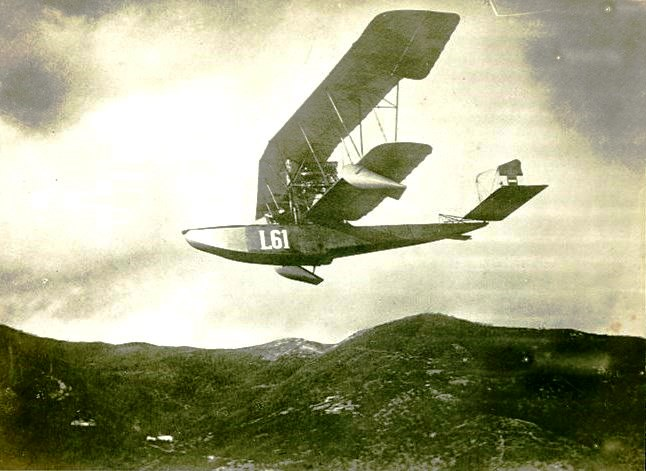
Un hidroavión austrohúngaro sobrevuela Cetiña durante la guerra.

El reino se apoderó del norte de Albania en la primavera de 1915, alcanzando así uno de sus objetivos. Sin embargo, la derrota serbia del otoño lo dejó en una situación vulnerable. La calma del frente septentrional en la primavera de 1915, la ofensiva serbia contra Albania que comenzó el 29 de mayo y el deseo de que Italia y Serbia no bloqueasen la expansión montenegrina en el norte del principado vecino hicieron que Nicolás se adueñase de la zona. Unidades montenegrinas ocuparon San Juan de Medua y Escútari el 27 de junio.
La derrota serbia tuvo graves consecuencias para el pequeño reino balcánico. Montenegro constituía una vía de paso obligado para los serbios que huían hacia los puertos del Adriático. Además, el reino estaba conectado con el resto del mundo por radio, lo que permitía a los Aliados informarse de la retirada serbia en Albania y Montenegro.

### La campaña de 1916
La derrota serbia hizo de Montenegro el siguiente objetivo del alto mando austrohúngaro a finales de 1915. El frente montenegrino dependía intensamente del serbio y su derrumbamiento lo dejó en una difícil situación a comienzos de 1916.
El enemigo atacó ya a principios de año, el 5 de enero. El ejército montenegrino resistió algunos días y llegó a ocupar incluso el sur de la vecina Herzegovina. No obstante, el 8 de enero, Conrad von Hötzendorf hizo avanzar a las unidades apostadas en Dalmacia y logró abrir brecha en las defensas enemigas al día siguiente. Los austrohúngaros se apoderaron del monte Lovcen el día 10, día en que los diplomáticos extranjeros abandonaron la capital, que fue evacuada al día siguiente.
La ventaja armamentística austrohúngara, que incluía la artillería de los acorazados fondeados en Cattaro y la aviación, acabó por obligar a los montenegrinos a replegarse, el 11 de enero. Los austrohúngaros ocuparon la capital del reino, Cetiña, el 13 del mes, con apoyo de las baterías de la flota.

## La desaparición del reino

### Rendición

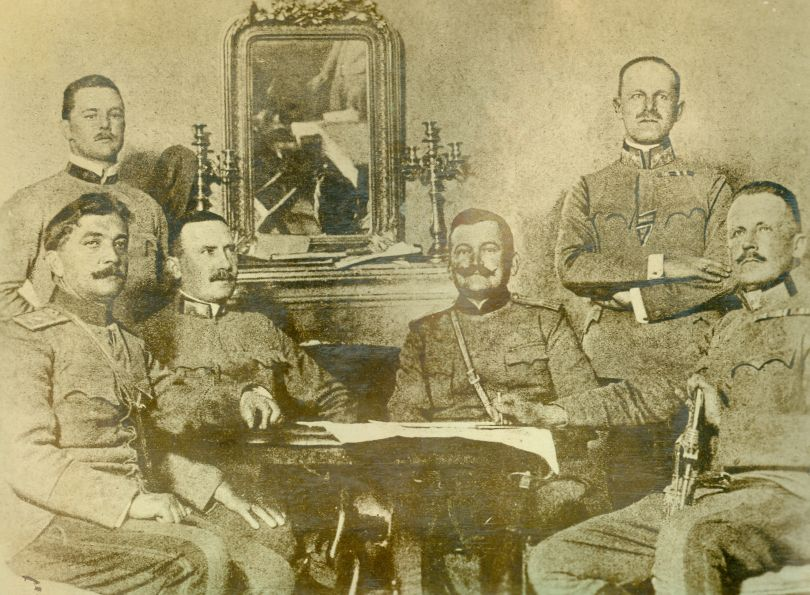
Firma de la capitulación montenegrina

El Gobierno montenegrino debatía sobre la conveniencia de rendirse desde principios de 1916, posibilidad que preocupaba a los Aliados. Los austrohúngaros gozaban de cierta simpatía en el reino pese a las hostilidades, que los Aliados trataron de contrarrestar el 6 y el 7 de enero. En efecto, el avance enemigo hacía que Nicolás tratase de negociar la paz con Austria-Hungría con el apoyo del partido filoaustriaco. El rey, influenciado por el Gobierno y pese a la oposición del jefe del Estado Mayor, se avino a parlamentar con los austrohúngaros. No obstante, acabó por huir acompañado del primer ministro el 18 de enero; marchó a Escútari tras haber confiado la regencia al benjamín de sus hijos: Miguel. La fuga arruinó su prestigio entre los dirigentes de la Entente, sobre todo para Aristide Briand, por entonces presidente del Consejo de Ministros francés.
El Gobierno montenegrino se rindió el 23 de enero, después de que el enemigo se hubiese adueñado de la capital.

### Ocupación austrohúngara
La rendición dio paso a la ocupación del país por tropas austrohúngaras. Cerca de quince mil personas fueron detenidas y enviadas a campos de prisioneros austrohúngaros. La clara victoria austrohúngara no bastó, empero, para pacificar el reino. Surgieron bandas de guerrilleros ya desde principios de 1916. Los primeros levantamientos contra el ocupante fueron aplastadas brutalmente, pero la represión no sirvió para lograr el sometimiento total del reino. Los cabecillas de los alzamientos de 1916 y 1917 volvieron a rebelarse en 1918, hostigando la retaguardia de las unidades enemigas que se replegaban hacia Austria-Hungría ante el avance aliado en el otoño.

### Tentativas de seguir en la guerra

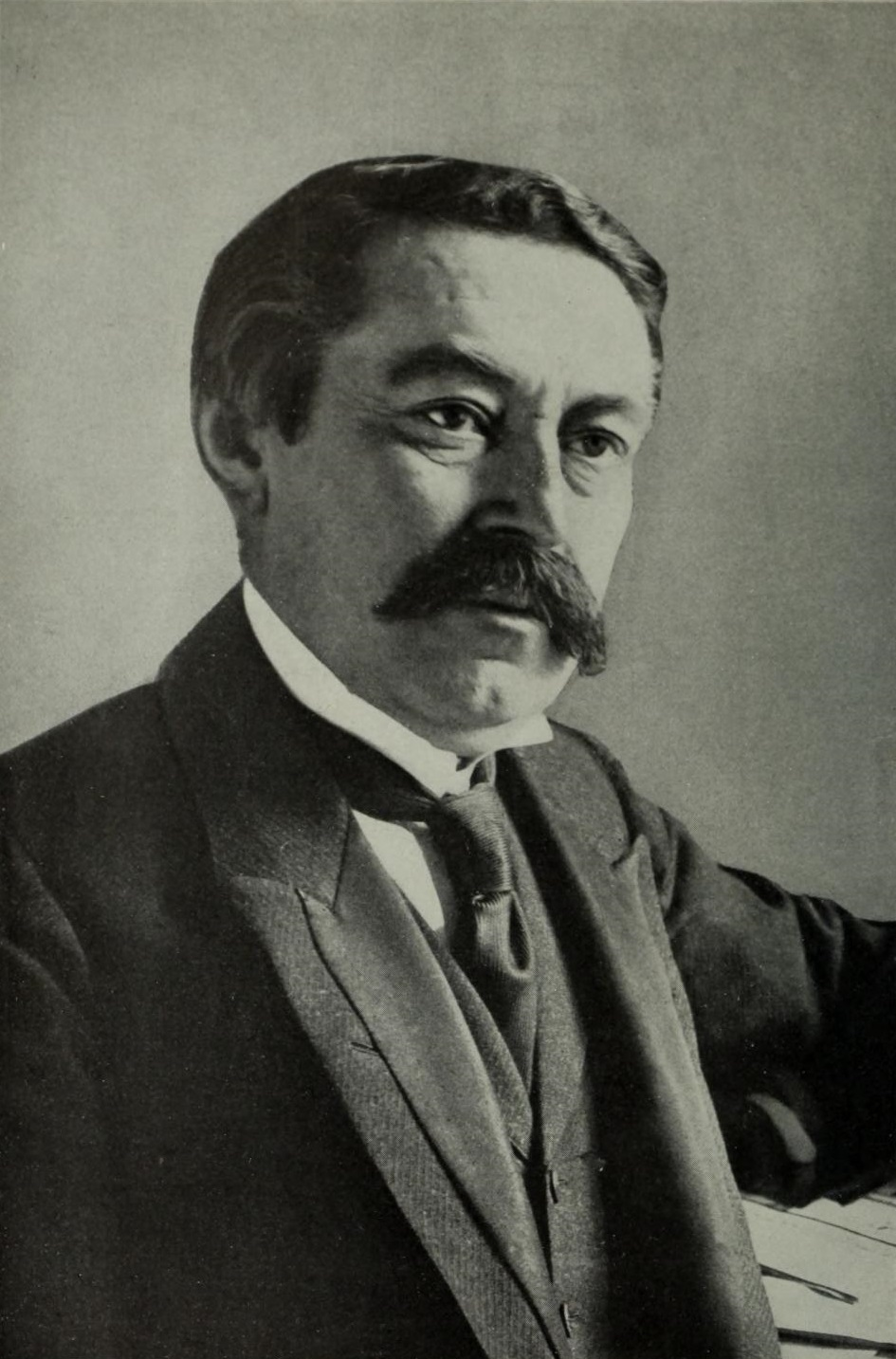
Aristide Briand, que se esforzó por arrumbar al rey Nicolás.

La actitud equívoca de Nicolás en enero de 1916 hizo que los Aliados lo dejasen de lado cuando se empezó a tratar la unión de Serbia y Montenegro. Así, Aristide Briand, entonces presidente del Consejo de Ministros francés, trató de aislarlo en el exilio y de impedir que participase en las negociaciones acerca de la posguerra.
El rey intentó de obtener el apoyo de Italia para conservar el trono, pero los italianos solamente deseaban la restauración de Montenegro si el reino se transformaba en satélite suyo. Pese a ello, el rey y sus allegados trataron de crear un grupo de soldados montenegrinos bajo mando italiano que operase en Albania.
Además, el Gobierno montenegrino exiliado trató a partir de medidos de 1916 de organizar una serie de unidades que pudiesen combatir junto a los Aliados, siguiendo el modelo del ejército serbio, al que Francia había ayudado a reorganizarse. A los ejércitos aliados les faltaban soldados, por lo que el rey Nicolás intentó llevar a cabo una campaña de reclutamiento de montenegrinos que debían constituir una legión para combatir en el frente macedonio. Francia se mostró teóricamente favorable al proyecto que, sin embargo, fracasó por falta de voluntarios. En realidad, los retrasos y las condiciones impuestas por Francia tampoco favorecieron la formación de la nueva unidad.
Los proyectos de unión con Serbia y la falta de medios no impidieron que Nicolás siguiese ejerciendo cierta autoridad en su exilio francés; seguía nombrando a los presidentes del Gobierno, aunque estos a menudo abogaban también por la unión con Serbia, como la mayoría de la clase política montenegrina. No obstante, la actitud cada vez más desesperada de Nicolás solamente logró que los Aliados se distanciasen de la causa montenegrina.
Por añadidura, los serbios lograron en marzo de 1918 que los montenegrinos liberados por los Aliados ingresasen en las unidades militares serbias, lo que reforzaba no solamente al ejército serbio, sino también la posición serbia respecto a la organización política de la posguerra.

### La reconquista franco-serbia
El rey Nicolás, que no había renunciado a la corona, deseaba aprovechar la ruptura del frente balcánico el 15 de septiembre para volver al reino y participar en la liberación; al estar exiliado en Francia, debía solicitar para ello el permiso de Clemenceau y de su ministro de Asuntos Exteriores, Stephen Pichon, que decidieron dar largas a la petición real hasta que se hubiese reconquistado por completo.
La ruptura del frente balcánico en Doiran amenazó a las unidades austrohúngaras que ocupaban Montenegro. Comenzaron a preparar la retirada a finales de septiembre de 1918. La maniobra la coordinó Karl von Pflanzer-Baltin, que mandaba el ejército austrohúngaro en Albania; los guerrilleros montenegrinos y las avanzadillas serbias, que deseaban apoderarse de los puntos de paso como Podgorica, estorbaron la maniobra. Las unidades franco-serbias alcanzaron Mitrovica el 22 de octubre y desde allí amenazaron a las unidades enemigas que aún seguían en Montenegro.

### La suerte del reino después de los armisticios
El armisticio de Padua determinó la situación de Montenegro, puesto que había sido ocupado por los ejércitos austrohúngaros durante la guerra: las tropas austrohúngaras debían evacuarlo.
Por añadidura, el acuerdo de Corfú rubricado por los Aliados en julio de 1917 disponía que el territorio del reino de Montenegro se uniría al de Serbia; así lo hizo el 6 de noviembre de 1918. Algunos días después, el 1 de diciembre, se proclamó oficialmente la creación del Reino de los Serbios, Croatas y Eslovenos, que reunió en un solo país los antiguos reinos de Serbia y Montenegro y el Estado de los Eslovenos, Croatas y Serbios surgido poco antes de la desintegración la monarquía de los Habsburgo.